# 桓濬
桓濬（4世纪？—404年6月19日），东晋、桓楚官员，出自龙亢桓氏，桓温的孙子，桓偉的儿子。
402年八月，太尉桓玄暗示东晋朝廷以他平定司马元显的功劳，封他为豫章公，又以他平定殷仲堪、杨佺期的功劳，而封他为桂阳公，保持他原来南郡公的爵位。桓玄把豫章公封给了他的儿子桓昇，把桂阳公封给了他的侄儿桓濬，为西道县开国公。404年，桓玄接受晋安帝禅让，建立桓楚王朝，赠桓伟为侍中、大将军、义兴郡王，以桓濬袭爵义兴郡王，为辅国将军，桓濬弟桓邈为西昌县王。次年，刘裕讨伐桓玄，桓玄率亲信数千人声言赴战，其实和桓昇、桓濬出南掖门，西至石头，使殷仲文备船，逃到荆州。五月，桓玄被杀，桓石康及桓濬等五人同时被斩。